# 高橋外喜雄
高橋 外喜雄（たかはし ときお　1908年 - 1944年11月18日）は、日本の元アマチュア野球選手。東京都出身。

## 来歴・人物
早稲田実業在学中は、甲子園に6回出場。春2回（1924年、1926年）、夏4回（1923年～1926年まで4年連続）出場し、準優勝2回（1924年春、1925年夏）の素晴らしい成績を残した。1924年は三塁手（エースは、水上義信〈早稲田大学→電通〉）で出場し、翌年から投手で出場した。1925年夏の決勝では、高松商の宮武三郎・本田竹蔵と対戦（他に三塁手・水原茂がいて優勝候補の筆頭に挙げられていた）し 、3-5で惜敗した。1926年夏は2回戦で静岡中学（現・静岡県立静岡高等学校）に敗れたが、敗戦後に静岡中の宿舎を訪れて各校の詳細なデータを渡し、同大会での同校の優勝に貢献したという逸話（第12回全国中等学校優勝野球大会の項も参照）も残っている。投法はアンダースローだった。
1927年に早大に入学、大学野球でも投手として出場した。しかし早大卒業後応召され、1944年11月18日にビルマ・ナムカムの野戦病院で戦病死した。享年36。
東京ドーム内の野球殿堂博物館にある戦没野球人モニュメントに、彼の名が刻まれている。